# HSV-X1 Joint Venture

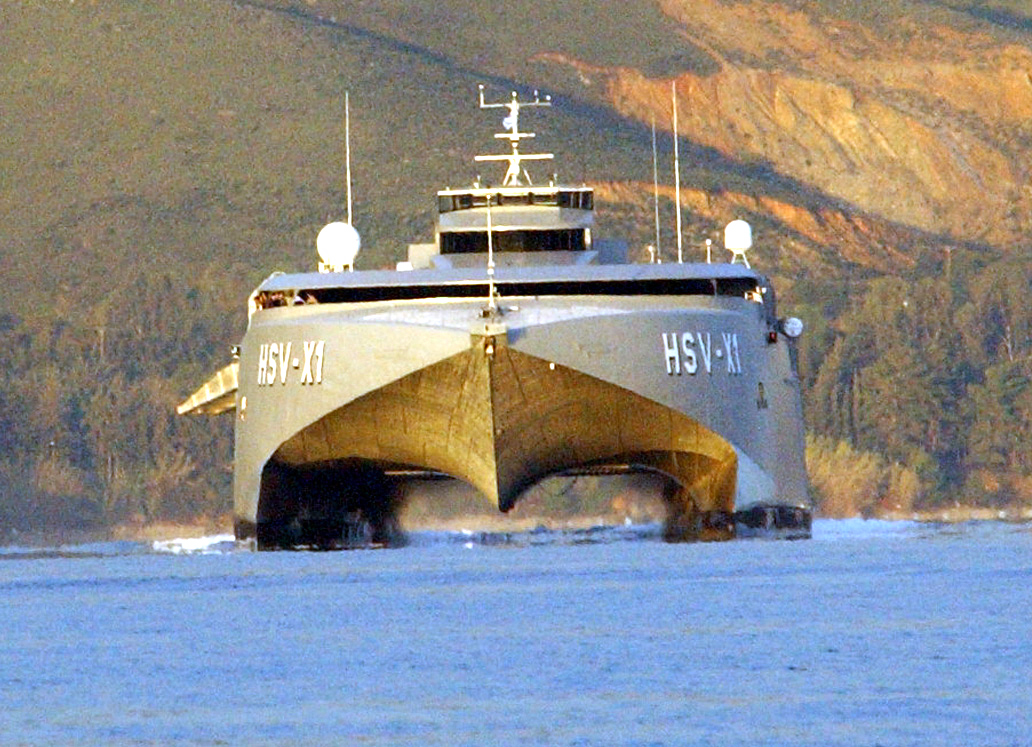

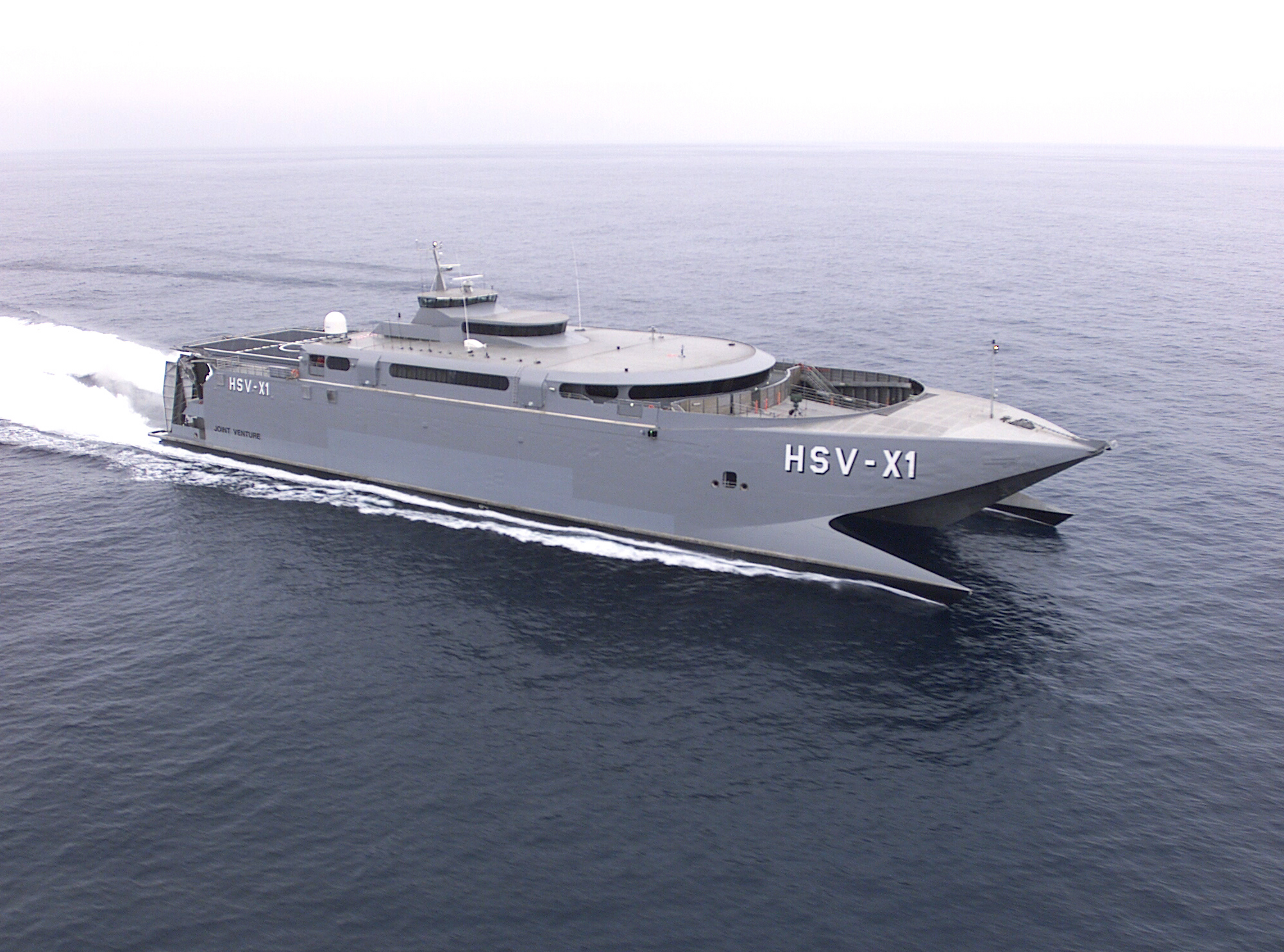

HSV-X1 Joint Venture — швидкісний катамаран для поромного перевезення пасажирів і автомобілів, що перебував на озброєнні армії США. Спочатку експлуатувався військово-морськими силами США, пізніше був переданий армії США. Це судно використовувалося в розгортанні військ в операції «Непохитна свобода», перебуваючи поблизу Африканського рогу. Після закінчення періоду експлуатації катамаран був повернутий на верфі Incat для переобладнання з метою подальшого використання в цивільних цілях.

## Joint Venture
Побудований Incat в Австралії, спущений на воду 7 листопада 1998 року. Використовувався як комерційний пором компанією TT-Line під назвою Devil Cat до переобладнання під потреби військових. На катамарані була обладнана вертолітна палуба для посадки різних вертольотів, що перебувають на озброєнні військово-морських сил США.
Катамаран був швидко переобладнаний під виконання різних функцій, основною з яких є швидке перевезення до 325 осіб та 400 тонн вантажу на відстань до 4800 км в один бік на швидкості до 74 км/год.
Був повернутий Incat на початку 2008, переобладнаний і перефарбований у кольори Express Ferries, де планувалася його експлуатація як вантажопасажирського порома, але це так і не було реалізовано.